# James Black (Klimatologe)
James  F. Black (* 1919; † 1988) war ein Klimaforscher.
Black schloss ein Studium mit einem Ph.D. ab. Er begann seine berufliche Tätigkeit während des Zweiten Weltkriegs bei Standard Oil. Über 40 Jahre bis zu seiner Pensionierung 1988 arbeitete er als Wissenschaftler der Products Research Division der Exxon Research & Engineering, Teil der ExxonMobil.
Ab 1977 informierte James Black seine Vorgesetzten über die erwartete Auswirkung einer steigenden CO2-Konzentration in der Atmosphäre. 1978 sah James Black in einem firmeninternen Brief an seine Führungskräfte die Verdoppelung der CO2-Wertes bis 2075 und das  Maximum der Verbrennung fossiler Kohlenstoffverbindungen für 2025 voraus und schätzte die Erhöhung der Temperatur der Erde um 2 ºC–3 ºC, an den Polen deutlich höher, ab.